# Zelotes tuobus
Zelotes tuobus este o specie de păianjeni din genul Zelotes, familia Gnaphosidae, descrisă de Chamberlin, 1919. Conform Catalogue of Life specia Zelotes tuobus nu are subspecii cunoscute.